# 性鬼人間第一号 〜発情回路〜
『性鬼人間第一号 〜発情回路〜』（せいきにんげんだいいちごう はつじょうかいろ）は、2016年に公開された日本映画。国沢実監督、高橋祐太脚本。この頁では続編となる『性鬼人間第二号 〜イキナサイ〜』（せいきにんげんだいにごう イキナサイ）、『性鬼人間第三号 〜異次元の快楽〜』（せいきにんげんだいにごう いじげんのかいらく）についても記述する。

## 概要
2016年11月25日公開。昭和特撮をイメージした「奇怪事件捜査研究所」が舞台となる奇捜研シリーズの第一弾作品。
脚本の高橋によれば「プロットが固まるまでは難儀しましたが、シナリオはすんなりといき、楽で楽しかったです」と述べられている。ピンク映画というジャンルながらゾンビ映画やスプラッター映画も参考に演出されている。
2017年3月10日、「横浜シネマノヴェチェント国沢実監督特集」では『性鬼人間』のタイトルでR‐15編集され一般上映された。
本作で映画初主演となった桜木は2017年5月5日、第29回ピンク大賞にて新人女優賞を受賞。
2018年7月20日にはほぼ同一スタッフでの続編『性鬼人間第二号 〜イキナサイ〜』が公開された。
2020年12月4日にシリーズ第3作目となる『性鬼人間第三号 〜異次元の快楽〜』を公開。第3作はウルトラマン第15話『恐怖の宇宙線』（実相寺昭雄監督、ガヴァドン回）や江戸川乱歩『押絵と旅する男』がモチーフとなっている。

## あらすじ
幽霊や宇宙人、ゾンビなど警察では片づけられない特殊症例による事件を担当する「奇怪事件捜査研究所」。各省庁や研究所から異動、またはヘッドハンティングされた優秀な人材がそろう組織のはずだが、少数精鋭で集まるのは一癖も二癖もある人物ばかり。今日も警察から投げられた厄介な事件を解決するため聞き取り調査に向かうのだが……。

## キャスト
特記なき場合は『第一号』『第二号』『第三号』全作品に出演。

### 奇怪事件捜査研究所
森崎真紀
演 - 桜木優希音
奇捜研メンバー。大学研究室からヘッドハンティングされた、特殊科学研究機構にも所属する化学調査、解析のスペシャリスト。『第二号』ではキャップに昇進。『第三号』ではヨーロッパ支部に派遣されているが、本郷との交際は継続しており、毎日テレビ電話で会話しているとのセリフがある。
本郷達哉
演 - 折笠慎也
奇捜研メンバー。元刑事らしく強い行動力を持ち、体術に長けている。真紀とは恋仲。
村松茂
演 - 浦町夏鳴
奇捜研の所長。幼児用のマグネット釣り竿を操り、森永ミルクココアを粉末のまま食べるなど奇行も見せるが鋭い判断力を持つ。『第一号』のみ出演。
尾澤一平
演 - 永川聖二
奇捜研メンバー。ガジェット開発担当。ただし対獣人用パルス拳銃を開発した以外は、ほとんどが玩具レベルである。お調子者。『第一号』『第二号』に出演。
カオリ
演 - 栄川乃亜
奇捜研の新入隊員。本郷いわく森崎が旅立って以来、奇捜研で頼りになる唯一の隊員。元五輪射撃選手でスパイダーショット、ニードルS90の二丁を操る。不可思議な事件を探すため走り回る。『第三号』に出演。

### その他関係者
桐野マヤ
演 - 真木今日子
御手洗のもとで働く助手。『第一号』に出演。
矢島葵
演 - 原美織
謎の獣人に襲われた女性。『第一号』に出演。
御手洗明彦
演 - 寺西徹
フリーの科学者。かつてはPCD細胞が自発的に死ぬスペルマウイルスを開発した、研究チームのリーダーだった。しかし死んだ細胞を復活させることに成功し、死をコントロールする倫理的問題に直面。学会やメディアから倫理的に糾弾されたため、以降は個人で研究に明け暮れる。『第一号』に出演。
日奈
演 - 南梨央奈
木島のヘルパー兼メイド。『第二号』に出演。
木島竹次郎
演 - たんぽぽおさむ
通称・木島博士。介護企業の企画開発部員。『第二号』に出演。
重原俊彦
演 - 細川佳央
介護企業社長。『第二号』に出演。
増川久
演 - 片桐俊次
介護企業の部長。謎の死を遂げる。『第二号』に出演。
秋本富士子
演 - 朝桐光
介護企業の開発部主任。『第二号』に出演。
小手崎正馬
演 - 小滝正大
漫画家。妻との日常を描いたエッセイ漫画『夫婦白菜』（KASSY COMICS）がヒット。しかし妻に先立たれて以降、筆が進まず事実上の断筆中。日中は警備会社でアルバイトをする。『第三号』に出演。
小手崎アケミ
演 - 東凛
小手崎正馬の亡き妻。白菜漬けが得意だった。粛々とした性格。『第三号』に出演。
マーヤ
演 - 東凛
異次元人。異次元の世界では王女。小手崎正馬の書いた妻の似顔絵から実体化したため、アケミとうり二つの姿となっているが性格は正反対。物体を手を触れずに動かし、飛ばせるサイコキネシスを使う。『第三号』に出演。
星野ユイ
演 - 花音うらら
小手崎正馬の隣に引っ越してきた女性。多額な借金を背負い、違法な闇金業者の仲介を得て売春業まがいの生業をしている。『第三号』に出演。
編集者
演 - 長谷川千紗
小手崎正馬に連載のオファーをする編集者。『第三号』に出演。
闇金業者
演 - 山科薫
金銭の貸し付けと風俗の斡旋をする男。『第三号』に出演。
キモい男
演 - 野間清史
ユイの客。『第三号』に出演。
スマイル警備の上司
演 - 森羅万象
小手崎正馬のアルバイト先の上司。『第三号』に出演。

## スタッフ
特記なき場合は『第一号』『第二号』『第三号』全作品に参加。
- 監督：国沢実
- 脚本：高橋祐太
- 撮影：飯岡聖英（第一号）、藍河兼一（第二号）、渡邊豊（第三号）[6]
- 照明：飯岡聖英（第一号）、岩崎智之（第二号）、渡邊豊（第三号）
- 録音：小林徹哉
- 音楽：與語一平
- 整音・効果：シネキャビン（第一号、第二号）
- 整音：Pink-Noise（第三号）
- 編集：酒井編集室（第一号、第二号）、渡邊豊（第三号）
- ポスター制作：本田あきら（第一号）
- スチール：だいさく（第一号）、本田あきら（第二号、第三号）
- 助監督：菊嶌稔章、左夏子（第一号）、粟野智之（第二号）、金本慎吾（第二号）
- 撮影助手：宮原かおり（第一号）、榮穰（第一号）
- タイトル：小関裕次郎（第一号）、杉田慎二（第二号）
- 特殊造形：はきだめ造型（第一号、第二号）
- 仕上げ：東映ラボ・テック
- カラリスト：石井良太（第一号、第二号）
- 制作：フリーク・アウト
- 提供：オーピー映画